# Kuujjuarapik
Kuujjuarapik („kleiner bedeutender Fluss“ auf Inuktitut) ist die südlichste Siedlung der Region Nunavik, Verwaltungsregion Nord-du-Québec.
Sie wird von  686 Inuit bewohnt (Stand: 2016), die sich den Standort mit der ca. 750 Einwohner zählenden Cree-Indianer-Siedlung Whapmagoostui („Ort der Weißwale“ auf Cree) teilen. Früher hatte die Gemeinde andere Namen: „Poste-de-la-Baleine“ auf Französisch und „Great Whale River“ auf Englisch.
Kuujjuarapik liegt an der Ostküste der Hudson Bay im Mündungsgebiet des Grande rivière de la Baleine.
Vorfahren sowohl der Inuit wie der Cree-Indianer lebten hier schon vor etwa 2800 Jahren. Im 18. Jahrhundert kamen die ersten weißen Jäger in die Region und legten Camps am Lac Guillaume-Delisle, Petite rivière de la Baleine und Grande rivière de la Baleine an. Die Hudson’s Bay Company richtete 1820 am heutigen Siedlungsstandort einen „Great Whale River“ genannten Handelsposten ein; außer dem üblichen Handel mit Pelzen wurden hier auch bei der Waljagd gewonnene Produkte gehandelt. 1882 wurden eine anglikanische und 1890 eine römisch-katholische Missionsstation etabliert. Die kanadische Bundesregierung ließ 1895 eine Wetterstation errichten, und in den ersten Jahrzehnten des 20. Jahrhunderts folgten Krankenstation. Der eigentliche Aufbau der Siedlung Kuujjuarapik begann jedoch erst in den späten 1930er Jahren.
Während des Zweiten Weltkriegs unterhielt die US-Luftwaffe hier eine Militärbasis mit Landebahn – Einrichtungen, die 1948 an den kanadischen Staat übergingen. In der zweiten Hälfte der 1950er Jahre wurde die Basis in die Linie militärischer Abwehr-Radarstationen der „Mid-Canada Line“ einbezogen, die sich von 1955 an vom Atlantik den 55. Breitengrad entlang bis zur Hudson Bay erstreckte.
Einen Bevölkerungsrückgang erfuhr Kuujjuarapik 1985, als viele Familien negative Auswirkungen des Grande-Baleine-Wasserkraftprojekts befürchteten und nach Umiujaq umzogen, einer etwa 160 Kilometer nördlich von Kuujjuarapik gelegenen Inuit-Siedlung.
Als besondere Anziehungspunkte von Kuujjuarapik gelten eine alte Kirche mit einem Fresko von Eddy Witaluktuk, das Christus beim Gang über die Wasser des Grande rivière de la Baleine zeigt, sowie eine sehr schöne Sammlung von Inuit-Skulpturen und Gemälden Eddy Witaluktuks in der Asimautaq-Schule.
Etwas nördlich von Kuujjuarapik liegen die tierreichen Manitounuk-Inseln mit markanten, für die Ostküste der Hudson Bay charakteristischen Felsformationen, den sogenannten Hudsonian cuestas, und 12 Kilometer den Grande rivière de la Baleine aufwärts lassen sich die atemberaubenden Amitapanuch-Fälle erwandern.